# 정초식
정초식(定礎式)은 건물의 기초 공사를 마친 후에 기초의 모퉁이에 ‘정초’·‘주춧돌’·‘머릿돌’을 설치해 공사 착수를 기념하는 행사다.